# Zéphirin Zoko
Gnahoua Zéphirin Zoko (Abidjan, 13 settembre 1977) è un ex calciatore ivoriano, di ruolo attaccante.

## Palmarès

### Club

#### Competizioni nazionali
- Campionato ivoriano: 2

ASEC Mimosas: 2000, 2001
- Coppa della Costa d'Avorio: 1

ASEC Mimosas: 1999

#### Competizioni internazionali
- Supercoppa CAF: 1

ASEC Mimosas: 1999